# فیل بورسما
فیل بورسما (انگلیسی: Phil Boersma؛ زادهٔ ۲۴ سپتامبر ۱۹۴۹) بازیکن فوتبال اهل بریتانیا است.
از باشگاه‌هایی که در آن بازی کرده‌است می‌توان به باشگاه فوتبال میدلزبرو، باشگاه فوتبال لوتون تاون، باشگاه فوتبال سوانزی سیتی، باشگاه فوتبال رکسهام، و باشگاه فوتبال لیورپول اشاره کرد.